# 胆汁

胆管周辺の模式図
肝臓、右肝管、左肝管、総肝管、胆嚢管、総胆管、胆嚢、オッディ括約筋、ファーター膨大部、膵管、膵臓、十二指腸

胆汁（たんじゅう）は、肝臓で生成される黄褐色でアルカリ性の液体である。肝細胞で絶えず生成され、総肝管を通って胆のうに一時貯蔵・濃縮される。食事時に胆のうが収縮し、総胆管の十二指腸開口部であるオッディ括約筋が弛緩し十二指腸に排出されて働く。
胆汁は3つに分類される：
A胆汁（胆管胆汁）ファーター乳頭から分泌される。
B胆汁（胆嚢胆汁）胆嚢で濃縮される。
C胆汁（肝胆汁）肝細胞で産生される。

## 胆汁の働き
胆汁は1日に約600ml分泌される。胆汁酸と胆汁色素を含み、前者は界面活性剤として食物中の脂肪を乳化して細かい粒とし、リパーゼと反応しやすくすることで脂肪の消化吸収に重要な役割を果たすが、消化酵素は含まれない。
胆汁酸
脂肪を乳化して消化酵素の働きを助ける。更に脂肪の分解産物に作用して小腸から吸収されやすく変化させる。また腸内に分泌された胆汁酸の殆どは小腸で再吸収され、肝臓に戻される（腸肝循環）。
胆汁色素
破壊された赤血球から遊離したヘモグロビンのタンパク質部分から切り離されたヘムが、肝臓の細胞で代謝され黄色のビリルビンに変化する。ビリルビンは肝臓でグルクロン酸抱合を受けて水溶性が高められて胆汁色素として胆汁とともに分泌される。ビリルビンの大半は腸内で腸内細菌によりウロビリノーゲンに還元され、その一部が体内に再度吸収される。ウロビリノーゲンは抗酸化作用を有し、これが体内で酸化を受けると黄色のウロビリンに変化する。通常の尿の黄色はウロビリンによるものである。これらの循環は腸肝ウロビリノーゲンサイクルと呼ばれている。一方、腸内に残ったウロビリノーゲンは腸内細菌によりステルコビリノーゲンに還元される。ステルコビリノーゲンが酸化を受けると茶色のステルコビリンに変化する。ステルコビリンは大便とともに排泄され、大便が茶色になる要因となる。

## 胆石
ヒトにおけるコレステロールの排泄は肝臓から胆汁として分泌されるが、その際にコレステロールの一部から肝臓で生合成される胆汁酸と複合体を形成して排泄される。
胆汁の中のコレステロールは胆汁酸により分散安定化されているが、胆のうで胆汁が濃縮される際に何らかの原因で遊離しコレステロールの結晶が成長すると、胆のうあるいは胆管においてコレステロール胆石症の原因となる場合もある。胆石の他の原因であるレシチンやビリルビンによる結石は稀である。